# Ligne Himi
La ligne Himi (氷見線, Himi-sen) est une ligne ferroviaire de la compagnie JR West située dans la préfecture de Toyama au Japon. Elle relie la gare de Takaoka à Takaoka à la gare de Himi à Himi.

## Caractéristiques
- longueur : 16,5 km
- écartement des voies : 1 067 mm
- nombre de voies : 1
- électrification : non
- vitesse maximale : 85 km/h

## Services et interconnexions
La ligne est parcourue uniquement par des trains de type Local (omnibus) et par des trains de fret.

## Gares
La ligne comporte 8 gares.
| Gare           | Nom japonais | Distance (km) | Correspondances                                                                       | Localisation | Localisation         |
| -------------- | ------------ | ------------- | ------------------------------------------------------------------------------------- | ------------ | -------------------- |
| Takaoka        | 高岡         | 0             | JR West : Jōhana Ainokaze Toyama Railway : Ainokaze Toyama Railway Tramway de Takaoka | Takaoka      | Préfecture de Toyama |
| Etchū-Nakagawa | 越中中川     | 1,7           |                                                                                       | Takaoka      | Préfecture de Toyama |
| Nōmachi        | 能町         | 4,1           |                                                                                       | Takaoka      | Préfecture de Toyama |
| Fushiki        | 伏木         | 7,3           |                                                                                       | Takaoka      | Préfecture de Toyama |
| Etchū-Kokubu   | 越中国分     | 9,0           |                                                                                       | Takaoka      | Préfecture de Toyama |
| Amaharashi     | 雨晴         | 10,9          |                                                                                       | Takaoka      | Préfecture de Toyama |
| Shimao         | 島尾         | 13,5          |                                                                                       | Himi         | Préfecture de Toyama |
| Himi           | 氷見         | 16,5          |                                                                                       | Himi         | Préfecture de Toyama |

## Matériel roulant

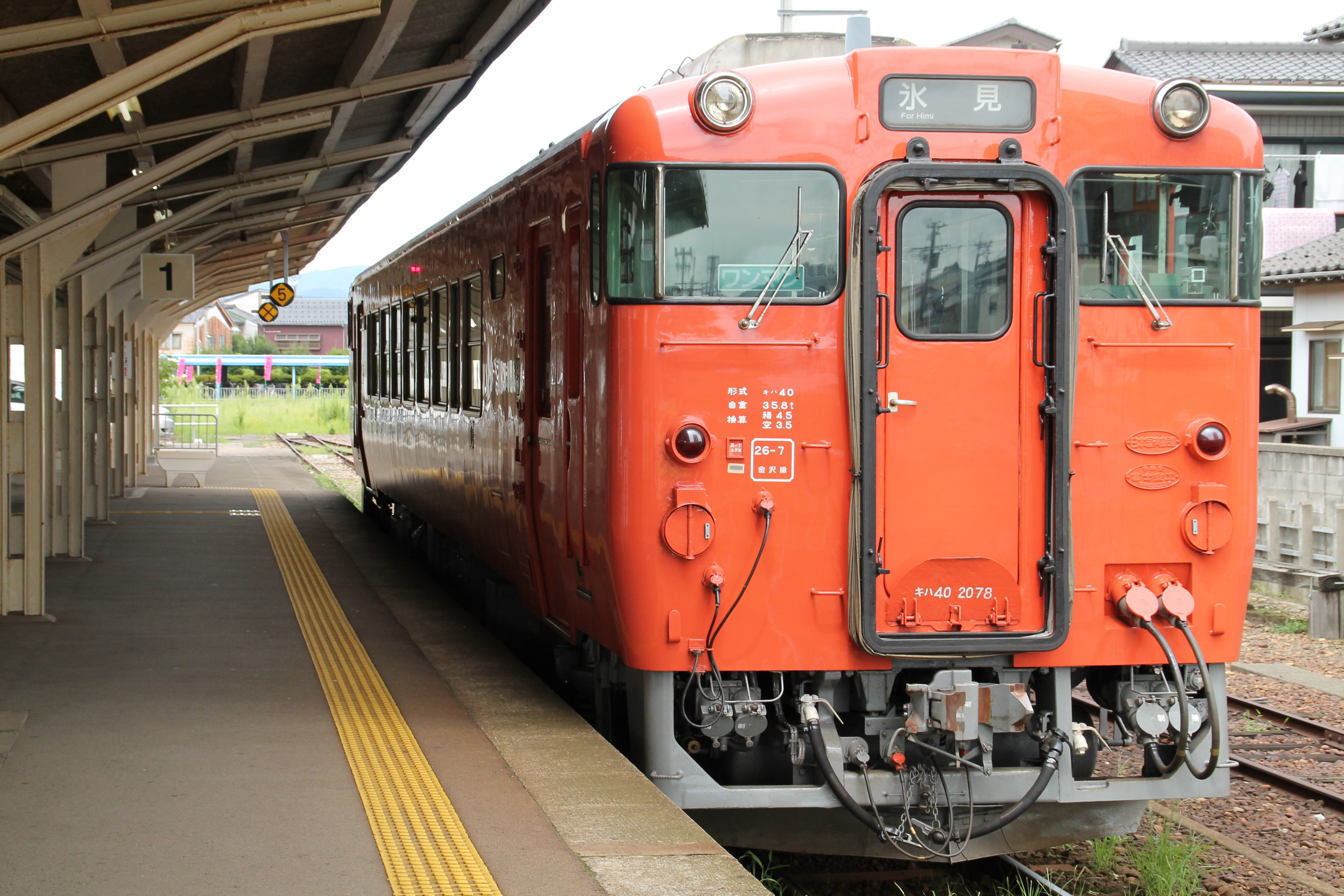
JR série KiHa 40/47